# Macrocarpaea
Macrocarpaea es un género de plantas con flores perteneciente a la familia Gentianaceae, nativas de Centroamérica, las Antillas y el norte de Sudamérica.  Comprende 123 especies descritas y de estas, solo 31 aceptadas.

## Descripción
Son hierbas perennes o más típicamente arbustos o incluso árboles pequeños, ocasionalmente epifíticas. Hojas delgadamente membranáceas a gruesamente coriáceas, pecioladas a subsésiles. Inflorescencia dicasioide, terminal o terminal y axilar, de 1- o escasas flores, a varias veces compuestas, abiertas y difusas a bastante cortas y congestas; pedicelos muy cortos a alargados. Flores 5-partidas; tubo del cáliz cortamente campanulado a subcilíndrico, los lobos del cáliz casi iguales a marcadamente desiguales, traslapándose o menos comúnmente valvados, el ápice agudo o incluso acuminado a obtuso o incluso anchamente redondeado; corola rojiza o más típicamente amarillo pálido o amarillo-verdoso, no largamente persistente; tubo de la corola campanulado o rara vez tubular, los lobos de la corola casi iguales o marcadamente desiguales con los 2 adaxiales ligeramente más grandes, patentes o incluso recurvos; estambres generalmente insertados medialmente en el tubo de la corola o ligeramente por debajo, generalmente incluidos pero algunas veces exertos; ovario ovoideo a piriforme, el estilo alargado, el estigma profundamente 2-lobado. Cápsulas longitudinalmente dehiscentes, casi leñosas a cartilaginosas o cartáceas, basalmente rodeadas por el cáliz persistente; semillas numerosas, diminutas, cuadradas, generalmente amarillentas o pardo pálido.

## Taxonomía
El género fue descrito por (Griseb.) Gilg y publicado en Die Natürlichen Pflanzenfamilien 4(2): 94. 1895.

## Especies seleccionadas
- Macrocarpaea acuminata
- Macrocarpaea affinis
- Macrocarpaea angelliae
- Macrocarpaea angustifolia
- Macrocarpaea apparata
- Macrocarpaea arborea
- Macrocarpaea arborescens
- Macrocarpaea glabra
- Macrocarpaea harlingii
- Macrocarpaea thamnoides
- Macrocarpaea zophoflora